# Црногорска Света гора
Црногорска Света гора или Зетска Света гора су 16 историјских православних манастира дуж југозападне обале и острва Скадарског језера. Данас их је 6 већ обновљено.
Историјски комплекс био је од великог значаја за српску историју, просветитељство, књижевност и кршћанизацију. 10. новембра 2015. године, у цркви најстаријег манастира групе — Свкетог Димитрија, одржана је свечана литургија, која симболично обележава обнову православља у српским земљама после периода атеизма и титоизма.
Овде се стварају рушевине манастира Острос и створена је летописа попа Дукљанина.